# Apodanthera cinerea
Apodanthera cinerea är en gurkväxtart som beskrevs av Célestin Alfred Cogniaux. Apodanthera cinerea ingår i släktet Apodanthera och familjen gurkväxter. Inga underarter finns listade i Catalogue of Life.